# جری همبلینگ
جری همبلینگ (انگلیسی: Gerry Hambling؛ ۱۴ ژوئن ۱۹۲۶ – ۵ فوریه ۲۰۱۳) تدوین‌گر اهل بریتانیا بود. وی در سال‌های ۱۹۷۸، ۱۹۸۹ و ۱۹۹۱ برنده جایزه بفتا بهترین تدوین شده بود.

## فیلم‌شناسی
- ۱۹۵۶ Dry Rot (موریس الوی)
- ۱۹۵۸ The Whole Truth (Guillermin)
- ۱۹۶۰ نژاد بولداگ (رابرت آشر); The Poacher's Daughter (Sally's Irish Rogue) (Pollock)
- ۱۹۶۱ آشپزخانه (Hill)
- ۱۹۶۲ او مجبور خواهد شد که برود (also known as Maid for Murder) (Asher)
- ۱۹۶۳ A Stitch in Time (Asher)
- ۱۹۶۵ سحرخیز (Asher); مردان باهوش (Asher)
- ۱۹۶۶ Press for Time (Asher); That Riviera Touch (Owen)
- ۱۹۶۷ The Magnificent Two (Owen)
- ۱۹۶۸ The Adding Machine (Epstein)
- ۱۹۷۶ باگزی مالون (Parker)
- ۱۹۷۸ قطار سریع‌السیر نیمه‌شب (Parker)
- ۱۹۸۰ شهرت (Parker)
- ۱۹۸۱ Heartaches (Shebib)
- ۱۹۸۲ دیوار پینک فلوید (Parker); Shoot the Moon (Parker)
- ۱۹۸۴ Another Country (مارک کانیفسکا); بردی (Parker)
- ۱۹۸۵ Invitation to the Wedding (جوزف بروکس)
- ۱۹۸۶ Absolute Beginners (جولین تمپل)
- ۱۹۸۷ قلب فرشته (Parker); Leonard Part 6 (پل ویلند)
- ۱۹۸۸ میسیسیپی می‌سوزد (Parker)
- ۱۹۹۰ بیا بهشت را ببین (Parker)
- ۱۹۹۱ تعهدات (Parker)
- ۱۹۹۲ شهر لذت (La Cité de la joie) (رولند جافه)
- ۱۹۹۳ به نام پدر (جیم شریدان)
- ۱۹۹۴ The Road to Wellville (Parker)
- ۱۹۹۶ اویتا (Parker); طوفان سفید (ریدلی اسکات)
- ۱۹۹۷ بوکسور (Sheridan)
- ۱۹۹۸ Talk of Angels (Hamm)
- ۱۹۹۹ خاکسترهای آنجلا (Parker)
- ۲۰۰۲ Mrs Caldicot's Cabbage War (Sharp)
- ۲۰۰۳ زندگی دیوید گیل (Parker)